# Capitán Sarmiento (ville)
Pour les articles homonymes, voir Capitán Sarmiento.
Capitán Sarmiento est une localité argentine située dans le partido homonyme, dans la province de Buenos Aires.

## Démographie
La localité compte 13 088 habitants (Indec, 2010), ce qui représente une augmentation de 15,6 % par rapport au recensement précédent de 2001 qui comptait 11 316 habitants.